# Polo ai Giochi della IV Olimpiade
Ai Giochi Olimpici di Londra 1908 fu disputato un torneo di polo per la seconda volta dopo la prima apparizione ai  Giochi di Parigi 1900
Gli incontri furono disputati all'Hurlingham Polo Grounds di Londra e tutti e tre i team presenti rappresentavano la Gran Bretagna, due provenivano dall'Inghilterra e uno dall'Irlanda. Il vincente dello scontro tra i due team inglesi avrebbe incontrato il team irlandese, l'oro fu vinto dal Roehampton, che vinse entrambe le gare. Le altre due squadre vinsero l'argento.

## Medagliere
| Pos. | Nazione     | Oro | Argento | Bronzo | Totale |
| ---- | ----------- | --- | ------- | ------ | ------ |
| 1    | Regno Unito | 1   | 2       | 0      | 3      |

## Risultati

### Semifinale
- Roehampton -  Hurlingham 3 - 1

### Finale
- Roehampton -  Irlanda 8 - 1

## Fonti
- Cook, Theodore Andrea (1908). The Fourth Olympiad, Being the Official Report. London: British Olympic Association.
- De Wael, Herman (2001). Polo 1908. Herman's Full Olympians.